# Roi des animaux
Le roi des animaux est l'espèce animale qui est placée, dans l'univers symbolique d'une culture, au sommet ou au-dessus de la faune connue de cette culture. Il s'agit habituellement de l'animal réputé pour ne pouvoir être vaincu par aucun autre, ce qui réduit l'éventail des animaux bénéficiant de ce statut. La supériorité qui est attribuée au roi des animaux peut inciter à des formes de vénération et de superstition, mais au cours du temps, l'occupant du trône peut aussi déchoir et être remplacé.

## Par continent
Par continent, les rois des animaux communs sont[réf. souhaitée] :
- en Afrique : le lion ou l'éléphant, parfois le rhinocéros ou le léopard ;
- en Amérique du Nord et en Amérique du Sud : l'aigle et l'ours. Il semblerait aussi que le jaguar et le puma aient une certaine importance dans les régions où ils sont présents ;
- en Asie : le lion ou l'éléphant, le tigre dans les zones où il est présent ;
- en Europe : l'ours jusqu'au Moyen Âge[1] (Germains, Slaves, Celtes).

## Lion
Le grade de roi des forêts offert au lion remonte au bestiaire antique écrit en grec au IIe ou IIIe siècle de notre ère à Alexandrie, puis traduit en latin au IVe siècle. Le lion est le premier animal décrit, ce qui lui confère sa place de roi des animaux. Assimilé au Christ durant le Moyen Âge, c'est du même Physiologus que sont issues les trois caractéristiques attribuées au lion au Moyen Âge : il se tient en haut des montagnes, ses yeux sont ouverts même lorsqu'il dort et réanime ses lionceaux mort-nés au bout de trois jours.
Le lion est assimilé à la royauté dès les premières civilisations indo-européennes. Le lion prend l'image de la royauté et du soleil et se développe dans tout le Proche-Orient. Cette association se retrouve autant dans les lions sculptés sur le trône des monarques hittites, que ceux figurant sur les bas-reliefs de l'art de Suse et de Persépolis. Dans l’art assyrien, de nombreuses chasses aux lions visaient à glorifier le roi, maître des bêtes,. En Égypte antique, le sphinx est en analogie avec le soleil qui se lève toujours à l'Est c'est à d'ailleurs dans cette direction cardinale qu'a été taillé le Sphinx. Lors du début de l'année égyptienne du calendrier nilotique qui avait lieu vers le 14 juillet soit lors de la crue du Nil, le Soleil avance de son point le plus haut dans le ciel vu de la Terre. Cette crue équivaut en quelque sorte au  solstice d'été. Le soleil redescendait mais était plus intense que les autres mois de l'année. À cette époque de l'année égyptienne, avant la précession des équinoxes le soleil était visible dans la constellation du Lion . De fait, étant le premier personnage visible dans le ciel, au début du calendrier égyptien, les anciens égyptiens, férus aussi d'astronomie, l'ont symbolisé comme étant celui qui apporte la prospérité et veille sur l'Égypte, à l'instar du pharaon. Le lion à tête d'homme, est aussi une représentation du pharaon qu'il garde et protège.
Le lion a été mis en scène comme roi des animaux dans le Roman de Renart, les fables de Jean de La Fontaine et plus récemment dans Le Roi lion des Studios Disney.

## Tigre
À l'image du lion dans la culture occidentale, le tigre est considéré comme le roi des animaux en Chine.

## Ours
Chez les peuples germaniques et scandinaves à l'époque du paganisme nordique, l'ours est célébré pour sa force, son courage et son invincibilité, considéré comme le roi des animaux, mais aussi attribut des puissants et objet de rituels, et même intermédiaire entre les mondes humain et animal en raison de ses ressemblances avec l'homme.
Au VIIIe siècle, les cultes et vénérations de l'ours étaient qualifiés de « frénétiques » et « démoniaques » en Saxe et dans les régions avoisinantes,. Saint Boniface, évangélisateur de la Germanie, a ainsi mentionné avec horreur à son retour de Saxe ces rituels païens consistant à se déguiser en ours, à boire le sang de cet animal et à manger sa chair avant les batailles, afin de voir sa puissance transmise symboliquement. Michel Pastoureau défend une thèse selon laquelle l'ours fut considéré comme le roi des animaux partout en Europe jusqu'au XIIe siècle, notamment chez les Celtes, Germains, Slaves, Scandinaves et Baltes, avant sa diabolisation par les autorités chrétiennes qui installèrent le lion sur le trône animal à sa place, dans le but de lutter contre les pratiques païennes associées à l'ours, mais aussi pour effacer un animal qui « se posait en rival du Christ ».

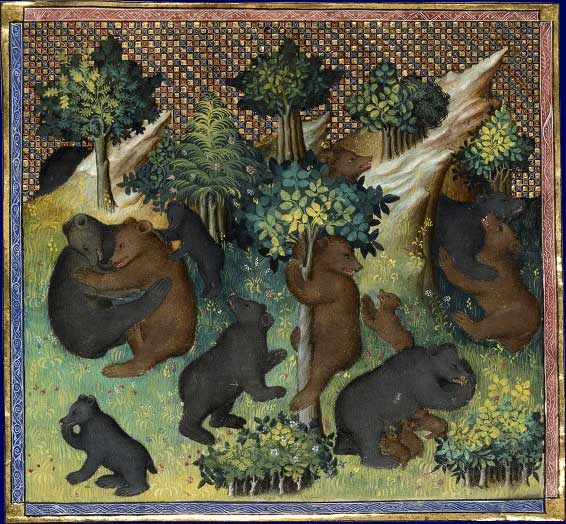
De l'ours et de toute sa nature par Gaston Fébus dans le Livre de chasse, au début du XVe siècle. À gauche, deux ours s'accouplent à la manière des hommes.

## Léopard
Le léopard est préféré au lion comme le roi des animaux par certains peuples africains. Comme le lion, il est ridiculisé dans les légendes par des animaux plus faibles, comme la tortue, le lièvre ou la gazelle.
Dans le royaume de Dahomey, le souverain était nommé « le léopard » et portait des peaux de léopards. Le commerce de ces peaux était très actif. D'autres chefs de tribus gardaient des léopards captifs auprès d'eux et pouvaient en apprivoiser pour les garder auprès d'eux lors des séances publiques.
Dans certaines peuples bantous et particulièrement au Congo-Kinshasa, le léopard était considéré comme un animal rusé, puissant et résistant. C'est la raison pour laquelle le président Mobutu Sese Seko portait la toque et certains attributs de léopard qui le rendaient puissant aux yeux de la population. Mobutu Sese Seko était d'ailleurs surnommé « Le léopard de Kinshasa ». Un léopard fait maintenant partie des armoiries du pays.

## Éléphant
Dans certaines cultures africaines, l'éléphant est parfois considéré comme le roi des animaux, en lieu et place du lion. Mais cette royauté symbolise plus un rôle de patriarche que de véritable monarque absolu, une sorte de sage qui en impose par sa carrure mais n'attaque qu'en cas d’extrême nécessité, plus pour maintenir l'ordre social que pour dominer. L'éléphant roi est aussi un symbole d'invulnérabilité et par sa taille, de transcendance.
Il a également perdu son statut à cause des humains montés sur son dos : domestiqué, il ne pouvait plus garder la couronne.

## Aigle
L'Aigle est considéré comme le roi des oiseaux dans beaucoup de cultures. Dans l'occident chrétien médiéval, la chasse à l'aigle était réservée au prince le plus puissant. Cet oiseau a souvent été choisi comme symbole par les empereurs. L'Empire romain, l'empire Aztèque, l'empire de Napoléon, l'Allemagne, voire les États-Unis d'Amérique sont souvent représentés par un aigle.
Dans le domaine militaire, l'aigle est l'emblème des corps d'élite, par exemple, les guerriers-aigles Aztèques ou les aviateurs anglais de la Seconde Guerre mondiale.

## Rhinocéros
Le rhinocéros est considéré par certains spécialistes comme le roi des animaux au Zimbabwe. Cette idée s'appuie sur la découverte, dans la tombe d'un dignitaire de la ville de Mapungubwe du XIIIe siècle, d'une statuette de rhinocéros plaquée de feuilles d'or, qui depuis est devenue le symbole de cette civilisation. Dans le paysage chaotique et majestueux du parc national de Matopos, au sud du Zimbabwe, le roi-lion a cédé son trône au rhinocéros blanc, véritable seigneur de ces lieux. Présentant un paysage très varié, de bois, prairies ou marécages, avec des collines culminant à 1,547 mètres, ce parc national créé en 1953 ne correspond pas à l'habitat traditionnel du rhinocéros, la savane herbeuse, où vivent traditionnellement les deux espèces africaines de rhinocéros, le noir et le blanc (gris en réalité).
Le rhinocéros blanc a pourtant trouvé à Matopos un havre de paix susceptible de contribuer à sauvegarder cette sous-espèce, encore plus menacée que le rhinocéros blanc. Au Zimbabwe, 140 rhinocéros blancs seraient encore recensés contre 300 à 500 noirs, selon les sources. Les rhinocéros blancs de Matopos se sont parfaitement adaptés à leur nouveau milieu, où ils trouvent toutes les variétés de plantes dont ils se nourrissent, l'eau et les salines présentes en abondance sur le site leur apportant le complément en sels minéraux dont ils ont besoin.